# Zwarthoekbladroller
De zwarthoekbladroller (Cochylidia richteriana) is een vlinder uit de familie bladrollers (Tortricidae). De wetenschappelijke naam is voor het eerst geldig gepubliceerd in 1837 door Fischer v. Roslerstamm.
De soort komt voor in Europa.